# Еліда (Нью-Мексико)
Еліда (англ. Elida) — місто (англ. town) в США, в окрузі Рузвельт штату Нью-Мексико. Населення — 166 осіб (2020).

## Географія
Еліда розташована за координатами 33°56′39″ пн. ш. 103°39′19″ зх. д. / 33.94417° пн. ш. 103.65528° зх. д. (33.944274, -103.655349).  За даними Бюро перепису населення США в 2010 році місто мало площу 2,11 км², уся площа — суходіл.

## Демографія
Згідно з переписом 2010 року, у місті мешкало 197 осіб у 79 домогосподарствах у складі 55 родин. Густота населення становила 93 особи/км².  Було 101 помешкання (48/км²).
Расовий склад населення:
| - 78,2 % — білих - 2,0 % — чорних або афроамериканців - 1,5 % — азіатів - 0,5 % — корінних американців - 16,8 % — осіб інших рас |

До двох чи більше рас належало 1,0 %. Частка іспаномовних становила 25,4 % від усіх жителів.
За віковим діапазоном населення розподілялося таким чином: 21,8 % — особи молодші 18 років, 56,9 % — особи у віці 18—64 років, 21,3 % — особи у віці 65 років та старші. Медіана віку мешканця становила 45,8 року. На 100 осіб жіночої статі у місті припадало 87,6 чоловіків;  на 100 жінок у віці від 18 років та старших — 92,5 чоловіків також старших 18 років.
Середній дохід на одне домашнє господарство  становив 36 353 долари США (медіана — 30 714), а середній дохід на одну сім'ю — 47 213 долари (медіана — 44 000). Медіана доходів становила 24 167 доларів для чоловіків та 28 750 доларів для жінок. За межею бідності перебувало 17,9 % осіб, у тому числі 5,1 % дітей у віці до 18 років та 47,5 % осіб у віці 65 років та старших.
Цивільне працевлаштоване населення становило 85 осіб. Основні галузі зайнятості: роздрібна торгівля — 25,9 %, освіта, охорона здоров'я та соціальна допомога — 23,5 %, сільське господарство, лісництво, риболовля — 10,6 %, транспорт — 7,1 %.